# Herbert Tschamon
Herbert Tschamon (* 1. August 1934 in Nenzing; † 25. Februar 2023 ebenda) war ein österreichischer Offizier, zuletzt im Range eines Brigadiers, und zugleich der erste Vorarlberger, der im Bundesheer der 2. Republik in einen Generalsrang befördert wurde.

## Leben
Tschamon wuchs in einer Landwirtschaft auf. Nach der Volksschule besuchte er in Feldkirch das Gymnasium.
Mit 20 Jahren rückte Herbert Tschamon Anfang Jänner 1955 zur B-Gendarmerie ein. Nachdem er die Chargendienstgrade als Wirtschaftsgehilfe durchlaufen hatte, wurde er 1959 zum Wachtmeister des Wirtschaftsdienstes befördert. Von 1960 bis 1962 besuchte er das Realgymnasium für zeitverpflichtete Soldaten an der Theresianischen Militärakademie in Wiener Neustadt und legte dort die Matura ab. Nach der Offiziersausbildung wurde er 1965 als Jahrgangserster und Jägeroffizier nach Tirol ausgemustert. Nach einer Verwendung als Zugskommandant war Herbert Tschamon vier Jahre Kompaniekommandant in Absam und kam anschließend für zwölf Jahre als Hauptlehroffizier an die Jägerschule in Saalfelden. Nach einjähriger Verwendung als Referent für Ausbildung und Mobilmachung beim Militärkommando Vorarlberg übernahm Herbert Tschamon im Oktober 1984 das Kommando über das Landwehrstammregiment 91. Am 1. Jänner 1985 wurde er zum Oberst befördert.
1994 führte er das Landwehrstammregiment 91 in das Jägerregiment 9 über. Mit der Aufstellung der 9. Jägerbrigade (mob) war er von 1994 bis zu seinem Pensionsantritt am 1. Juli 1997 auch deren Kommandant.
Er erreichte die Qualifikation eines „Heereshochalpinisten“. Sein jahrzehntelanges Wirken wurde durch zahlreiche Auszeichnungen gewürdigt, u. a. mit dem Großen Verdienstzeichen des Landes Vorarlberg. Die Offiziersgesellschaft Vorarlberg ernannte ihn zum Ehrenmitglied.